# Kranjska Gora
Kranjska Gora o Tamar (població 5,500) és un poble i municipi del nord-oest d'Eslovènia, prop de la frontera amb Àustria i Itàlia.
Kranjska Gora és sobretot coneguda pels seus esports d'hivern, situada als Alps julians. Anualment és la seu de la Copa Mundial d'Esquí Alpí, també coneguda com a Copa Vitranc.

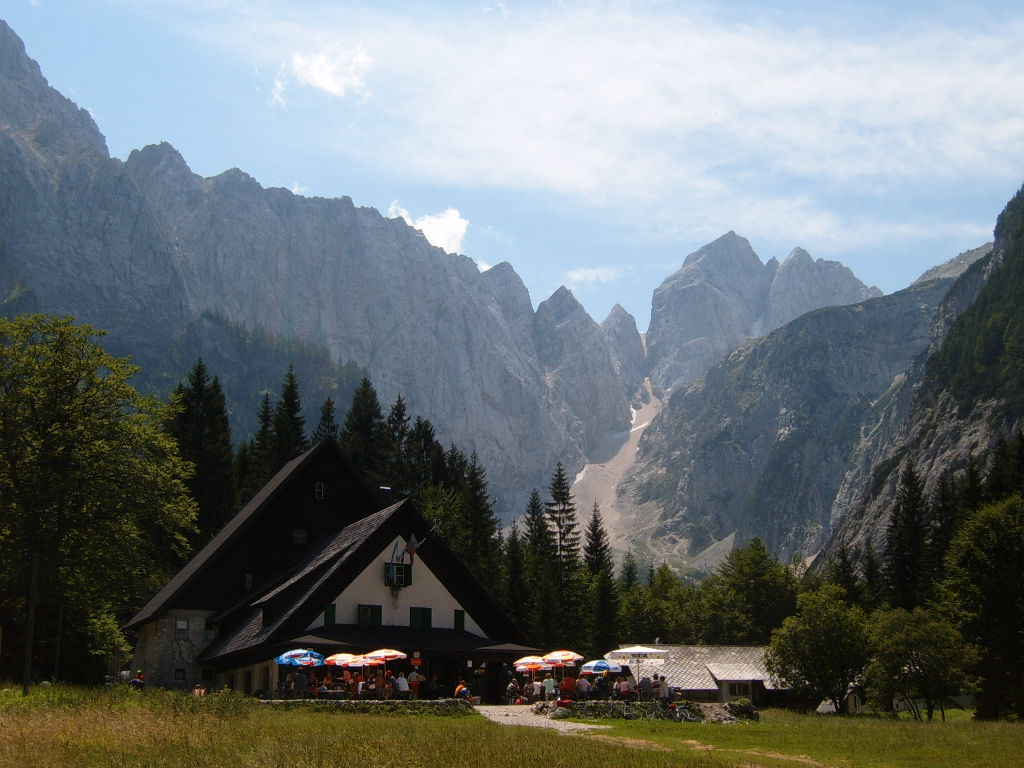
Vall de Tamar a Eslovènia, als Alps Julians